# 腸間膜小腸
腸間膜小腸（ちょうかんまくしょうちょう）は、腸間膜を持つ小腸。腸間膜を持つ小腸には空腸と回腸がある。逆に十二指腸には腸間膜がないので無腸間膜小腸と呼称する場合がある。